# Тоцци, Федериго
Федериго Тоцци (итал. Federigo Tozzi, 1883—1920) — итальянский писатель.

## Биография
Федериго Тоцци родился в Сиене в семье трактирщика. Учился в школе изящных искусств, техническом училище, работал на железной дороге, после смерти отца в 1908 году работал в его трактире. В 1911 году Тоцци опубликовал свою первую книгу стихов, в 1913 году начал работу над своим первым романом, Con gli occhi chiusi («С закрытыми глазами»), носящим автобиографический характер. В 1913 году вместе с другом, писателем Д.Джулиотти основал журнал La Torre. Впоследствии Тоцци работал журналистом в Риме, где привлёк внимание писателя Луиджи Пиранделло, который впоследствии поддерживал его.
Ф.Тоцци умер 1920 году в Риме от «испанки».
Значительная часть сочинений Ф.Тоцци осталась неопубликованной при его жизни; многие его романы были опубликованы посмертно благодаря деятельности его сына Клауко, в частности: «Il podere» («Власть», выпущен в 1921), «Gli egoisti» («Эгоисты», опубликован в 1923) и «Ricordi di un impiegato» («Воспоминания работника», опубликован в 1927).
Широкая известность к произведениям Ф.Тоцци пришла только в 1960-х годах.

## Сочинения
- La zampogna verde, Ancona, Puccini e figli, 1911.
- Antologia d’antichi scrittori senesi. (Dalle origini fino a santa Caterina), Siena, Giuntini e Bentivoglio, 1913.
- La città della Vergine. Poema, Genova, Formiggini, 1913.
- Mascherate e strambotti della congrega dei rozzi di Siena, a cura e con prefazione di, Siena, Giuntini e Bentivoglio, 1915.
- Bestie, Milano, Treves, 1917.
- L’amore. Novelle, Milano, Vitagliano, 1919.
- Con gli occhi chiusi. Romanzo, Milano, Treves, 1919.
- Giovani. Novelle, Milano, Treves, 1920.
- Ricordi di un impiegato. Opera postuma, Roma, La rivista letteraria, 1920; Milano, A. Mondadori, 1927.
- Tre croci. Romanzo, Milano, Treves, 1920.
- Il podere. Romanzo, Milano, Treves, 1921.
- Gli egoisti. Romanzo; L’incalco. Dramma in tre atti, Roma-Milano, A. Mondadori, 1924.
- Novale. Diario, Milano, A. Mondadori, 1925.
- Realtà di ieri e di oggi, Milano, Alpes, 1928.
- Opere complete di Federigo Tozzi

I, Tre croci; Giovani, Firenze, Vallecchi, 1943.
II, Il podere; L’amore, Firenze, Vallecchi, 1943.
III, Con gli occhi chiusi; Bestie; Gli egoisti, Firenze, Vallecchi, 1950.
- Nuovi racconti, Firenze, Vallecchi, 1960.
- Opere, Firenze, Vallecchi, 1961—1988.

I, I romanzi, Firenze, Vallecchi, 1961.
II, Le novelle, 2 tomi, Firenze, Vallecchi, 1963.
III, Il teatro, Firenze, Vallecchi, 1970.
IV, Cose e persone. Inediti e altre prose, Firenze, Vallecchi, 1981.
V, Le poesie, Firenze, Vallecchi, 1981.
VI, Novale, Firenze, Vallecchi, 1984.
VII, Carteggio con Domenico Giuliotti, Firenze, Vallecchi, 1988.
- Adele. Frammenti di un romanzo, Firenze, Vallecchi, 1979.
- Opere. Romanzi, prose, novelle, saggi, Milano, A. Mondadori, 1987. ISBN 88-04-22666-8.
- Barche capovolte, Firenze, Vallecchi, 1993.